# Martensite

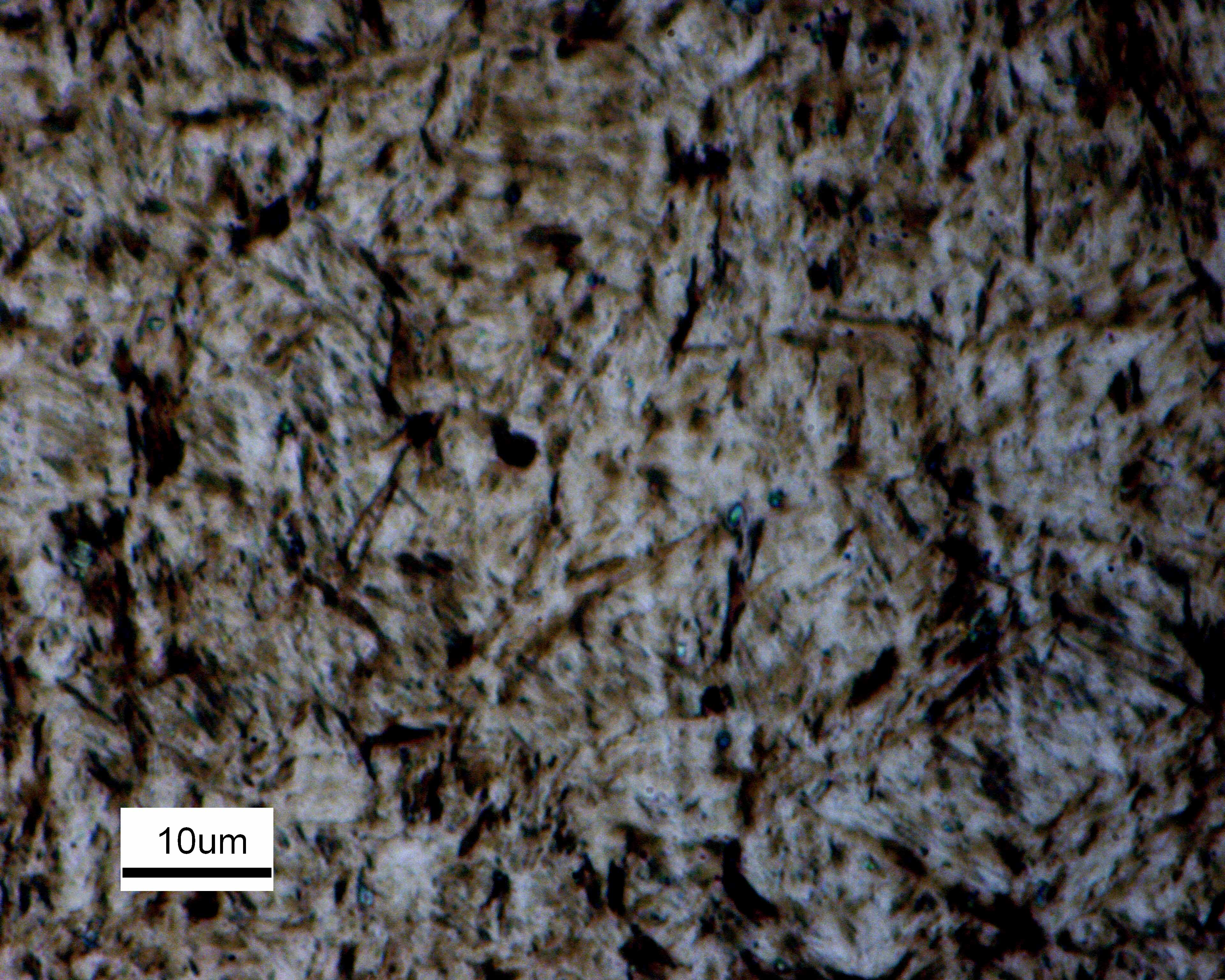
Martensite in un acciaio AISI 4140 al microscopio ottico

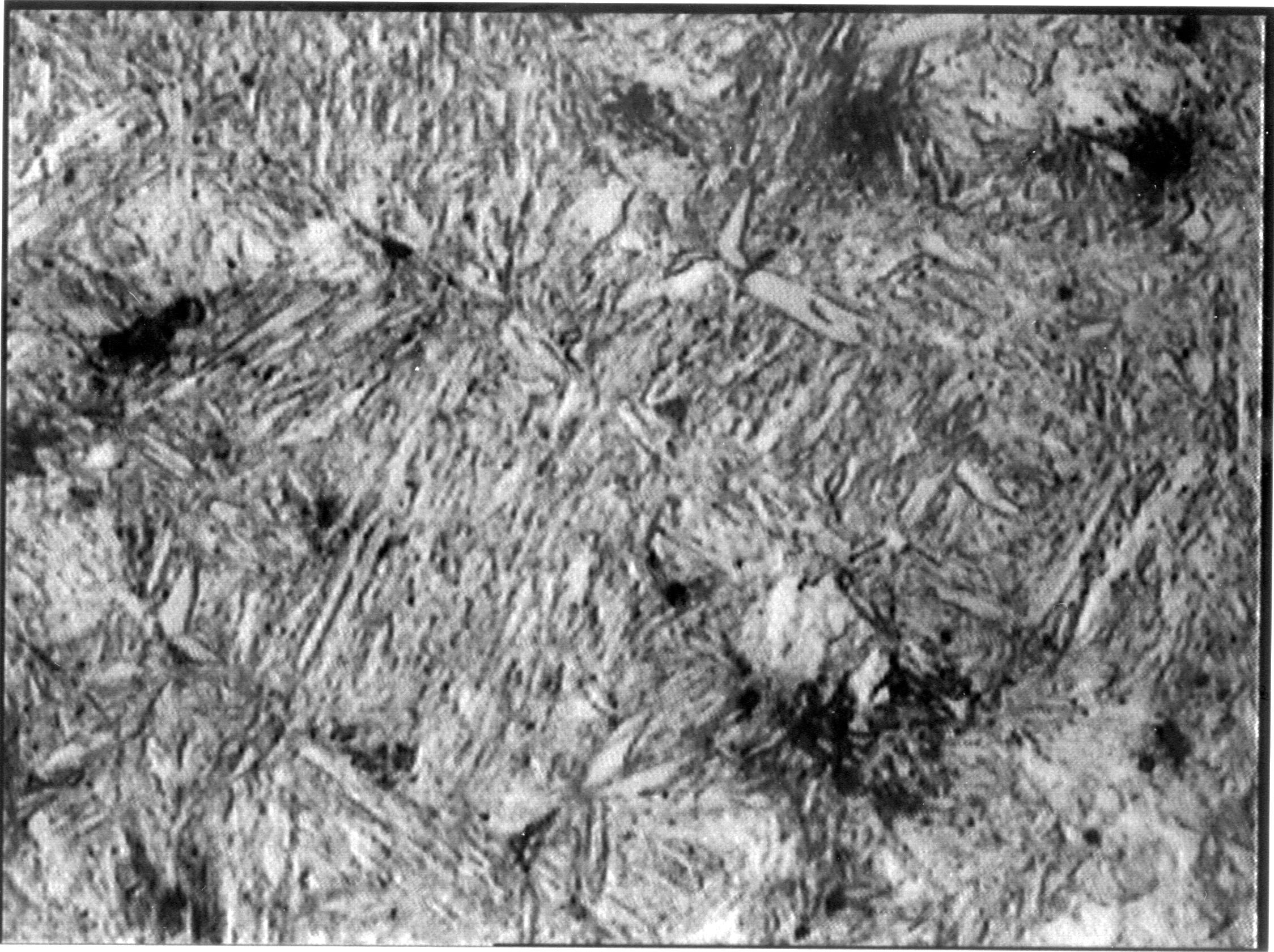
Acciaio temprato in acqua

La martensite (dal nome del metallurgico tedesco Adolf Martens) indica in senso ristretto una forma polimorfa metastabile dell'acciaio, sovrasatura di carbonio, nel reticolo del ferro α. In senso esteso si chiamano martensitiche le strutture metastabili di qualsiasi lega metallica anche non ferrosa. 
Si parla di "strutture martensitiche" per esempio anche per i bronzi all'alluminio, o per le leghe del titanio. Le strutture martensitiche sono ottenute attraverso un raffreddamento rapido chiamato "tempra" al fine di "congelare" una fase che è stabile ad alta temperatura ma a temperatura ambiente è instabile. 
Solitamente la tempra è ottenuta per immersione, ovvero grazie allo scambio termico intenso tra il materiale e un fluido refrigerante che lo lambisce esternamente. Le notevoli deformazioni reticolari, che ostacolano il movimento delle dislocazioni, sono la causa prima dell'indurimento. La struttura martensitica è macroscopicamente fragile e altamente tensionata, perciò spesso alla tempra si fa seguire un trattamento di rinvenimento (la combinazione dei due trattamenti è detta bonifica) allo scopo di raggiungere un buon compromesso tra durezza, resistenza e tenacità del metallo. Da non trascurare inoltre che una grana austenitica di partenza grossolana genera una grana martensitica altrettanto grossolana: quindi la temperatura di austenitizzazione è il primo fattore da considerare per non eccedere in fragilità.
Nel caso dell'acciaio la fase di partenza instabile a temperatura ambiente è l'austenite (detta anche Fe γ + C, ferro gamma più carbonio), con reticolo cubico a facce centrate stabile fino a una temperatura minima variabile a seconda del contenuto in carbonio, comunque compresa tra 727 °C e 912 °C, mentre la martensite nell'acciaio ha reticolo tetragonale a corpo centrato molto tensionato.
A temperatura ambiente sarebbe stabile la struttura perlitica: grani formati da lamelle alternate di ferrite alfa, con reticolo cubico a corpo centrato, e di cementite (Fe3C), la cui proporzione è funzione della temperatura. Il raffreddamento molto rapido, però, fa sì che la trasformazione dall'austenite non avvenga per nucleazione ed accrescimento ma tramite un cambiamento della struttura cristallografica, e viene quindi detta "militare". La trasformazione avviene in circa 10−7 secondi, perciò la massa metallica "non ha il tempo" di distendersi in modo stabile come ferrite, ma si distende poco originandosi all'interno dei grani austenitici e restando altamente tensionata. Se l'acciaio contiene più dello 0,6% di carbonio la martensite sarà di tipo aciculare (o geminata) mentre se il tenore di carbonio all'interno dell'acciaio è inferiore allo 0,6% si forma una martensite a placchette (o a bastoncelli).
La temperatura di inizio della formazione viene indicata di solito con Ms e la temperatura di fine formazione con Mf; entrambe scendono per l'acciaio all'aumentare della concentrazione di carbonio e salgono in presenza di deformazioni plastiche. Il processo avviene quasi istantaneamente, mediante un movimento coordinato di atomi e non per diffusione, impedita dalla bassa temperatura. La nucleazione si avvia dall'interno, non dal bordo di grano. Nella tempra (intesa come una generica trasformazione da austenite a martensite) si ha un aumento di volume dell'acciaio, bisogna quindi porre attenzione che le tensioni interne createsi non lo snervino, portando a distorsioni e cricche. Questo aumento di volume sta alla base della curva delle katane: i fabbri giapponesi tempravano infatti solo il filo delle spade creando quindi una differenza di distorsione tra il filo e il dorso.